# Сю Жуй
Сю Жуй (кит.: 徐蕊; нар. 6 червня 1995, Фаншань, Пекін) — китайська борчиня вільного стилю, бронзова призерка чемпіонату Азії, дворазова срібна призерка Кубків світу, учасниця Олімпійських ігор.

## Життєпис
У 2013 році стала бронзовою призеркою чемпіонату світу серед юніорів.

## Спортивні результати на міжнародних змаганнях

### Виступи на Олімпіадах
| Змагання                    | Збірна | Вагова категорія          | Місце |
| --------------------------- | ------ | ------------------------- | ----- |
| Літні Олімпійські ігри 2016 | Китай  | жіноча боротьба, до 63 кг | 11    |

### Виступи на Чемпіонатах Азії
| Змагання                       | Збірна | Вагова категорія          | Місце  |
| ------------------------------ | ------ | ------------------------- | ------ |
| Чемпіонат Азії з боротьби 2016 | КНР    | жіноча боротьба, до 63 кг | Бронза |

### Виступи на Азійських іграх
| Змагання           | Збірна | Вагова категорія          | Місце |
| ------------------ | ------ | ------------------------- | ----- |
| Азійські ігри 2018 | КНР    | жіноча боротьба, до 62 кг | 10    |

### Виступи на Кубках світу
| Змагання                    | Збірна | Вагова категорія | Місце  |
| --------------------------- | ------ | ---------------- | ------ |
| Кубок світу з боротьби 2017 | КНР    | команда          | Срібло |
| Кубок світу з боротьби 2018 | КНР    | команда          | Срібло |

### Виступи на інших змаганнях
| Змагання                                   | Збірна | Вагова категорія          | Місце  |
| ------------------------------------------ | ------ | ------------------------- | ------ |
| Відкритий чемпіонат Польщі з боротьби 2016 | КНР    | жіноча боротьба, до 63 кг | Срібло |
| Золотий Гран-прі з боротьби 2016           | КНР    | жіноча боротьба, до 63 кг | Срібло |
| Cerro Pelado International 2017            | КНР    | жіноча боротьба, до 63 кг | Золото |
| Відкритий чемпіонат Польщі з боротьби 2017 | КНР    | жіноча боротьба, до 63 кг | Срібло |
| Гран-прі «Іван Яригін» 2018                | КНР    | жіноча боротьба, до 68 кг | Бронза |

### Виступи на змаганнях молодших вікових груп
| Змагання                                      | Збірна | Вагова категорія          | Місце  |
| --------------------------------------------- | ------ | ------------------------- | ------ |
| Чемпіонат світу з боротьби серед юніорів 2012 | КНР    | жіноча боротьба, до 67 кг | 8      |
| Чемпіонат світу з боротьби серед юніорів 2013 | КНР    | жіноча боротьба, до 72 кг | Бронза |